# Václav Veber (lední hokejista)
Václav Veber (* 5. srpna 1999 Kladno) je český lední hokejista hrající na pozici obránce. Jeho otcem je někdejší český hokejový reprezentant Jiří Veber.

## Život
S ledním hokejem začínal v Berouně, v tamním klubu Medvědů. V mládežnických letech hrál za PZ Kladno a od sezóny 2014/2015 patřil do mládežnického kádru kladenských Rytířů. Mezi muži tohoto celku se během soutěžního zápasu ukázal prvně v ročníku 2016/2017. Sezónu 2018/2019 odehrál jak za kladenský výběr do 19 let, tak v dalších utkáních nastoupil za muže Rytířů a odehrál i jeden zápas v baráži o nejvyšší soutěž. Tři utkání navíc hostoval v klubu HC Řisuty. Sezónu 2019/2020 strávil na dvou hostováních, a sice nejprve v HC Slovan Ústí nad Labem, odkud se posléze přesunul do pražské Slavie.